# Henryk Maciąg (polityk)
Henryk Maciąg (ur. 23 lipca 1928 w Kuszlowie) – polski działacz partyjny i państwowy, nauczyciel, były szef Powiatowej Rady Narodowej w Radomiu i naczelnik powiatu zwoleńskiego, w latach 1980–1987 wicewojewoda radomski.

## Życiorys
Syn Stanisława i Katarzyny, wychował się w rolniczej rodzinie. W czasie wojny działał w konspiracji. Ukończył gimnazjum w Pionkach i kurs nauczycielski w Radomiu. Studiował także filologię polską i biologię na Uniwersytecie Łódzkim. Podjął pracę nauczyciela, początkowo od 1947 do 1949 zatrudniony w szkole podstawowej w Bożem. Następnie był kolejno kierownikiem szkół podstawowych w Pogroszynie (1949–1950), Chronowie (1950–1953), Wolanowie (1953–1954) oraz Wawrzyszowie (1954–1959). Zajmował się też prowadzeniem kursów dla analfabetów oraz uniwersytetu powszechnego, pracował jako instruktor metodyczny.
Od 1948 działał w Związku Młodzieży Polskiej. W 1948 wstąpił do Stronnictwa Ludowego, w listopadzie 1949 przeszedł do Zjednoczonego Stronnictwa Ludowego. Od 1959 związany z Powiatową Radą Narodową w Radomiu, początkowo przez rok był podinspektorem w tamtejszym Inspektoracie Oświaty. Następnie zajmował stanowisko wiceprzewodniczącego (1960–1968) i przewodniczącego (1968–1973) Prezydium PRN w Radomiu. Od 16 grudnia 1973 do 31 maja 1975 pozostawał naczelnikiem powiatu zwoleńskiego. Jednocześnie działał w strukturach partyjnych, zajmował stanowiska wiceprezesa Powiatowego Komitetu w Radomiu (1958–1973) i członka Wojewódzkiego Komitetu ZSL w Kielcach (1958–1975). W 1975 krótko kierował strukturami partii w powiecie zwoleńskim, a od 1975 do 1987 pozostawał szefem Wojewódzkiego Komitetu w Radomiu.
W kwietniu 1980 został wicewojewodą radomskim, zakończył pełnienie funkcji w 1987. Dodatkowo od 1976 do 1980 był zastępcą członka, a od 1980 do 1988 członkiem Naczelnego Komitetu ZSL. Działał także jako członek zarządu powiatowego i wiceszef wojewódzkiego Komitetu Frontu Jedności Narodu, przewodniczący zarządu powiatowego Związek Ochotniczych Straży Pożarnych oraz zastępca Powiatowego Społecznego Komendanta ORMO w Radomiu.
Ożenił się z Marią, doczekał się z nią synów.